# Juan Matogo Oyana
Juan Matogo Oyana CMF (Nkué-Esandon, 24 de maig de 1949) és un religiós equatoguineà, bisbe de Bata des de 2002.
De jovenet va ser company d'escola del futur president Teodoro Obiang Nguema. Ingressà a l'orde dels Fills del Cor de Maria o claretians, i en 19 de desembre de 1976 fou ordenat sacerdot.
El papa Joan Pau II el va nomenar Bisbe d'Ebebiyín l'11 d'octubre de 1991. El Papa personalment el va consagrar el 6 de gener del mateix any que com a bisbe; els co-consagrants van ser els arquebisbes de la cúria Giovanni Battista Re, substitut de la Secretaria d'Estat de la Santa Seu, i Josip Uhač, secretari de la Congregació per a l'Evangelització dels Pobles
L'11 de maig de 2002 va ser nomenat Bisbe de Bata. Alguns mitjans de l'oposició equatoguineana l'han acusat de connivència amb el president Obiang.